# Асафлекс 6
Asaflex 6 је била конзола за игру фирме Asaflex која је почела да се производи у Европи од 19??. године.
Користила је једну батерију од 9 волти за напајање.

## Детаљни подаци
Детаљнији подаци о конзоли 6 су дати у табели испод.
|                       |                       |
| [ 1 ]                 |                       |
| Произвођач            |                       |
| Тип                   | играчка конзола       |
| Меморија              |                       |
| Поријекло             | Европа                |
| Година                | 19??                  |
| Тастатура             | 2 палице са тастерима |
| Процесор              | непознато             |
| Фреквенција процесора |                       |
| RAM                   |                       |
| ROM                   |                       |
| Текст                 |                       |
| Графика               | TV излаз              |
| Боја                  | црно и бијело         |
| Звук                  | уграђени мали звучник |
| Димензије             |                       |
| Портови               |                       |
| Оперативни систем     |                       |